# CRO Race

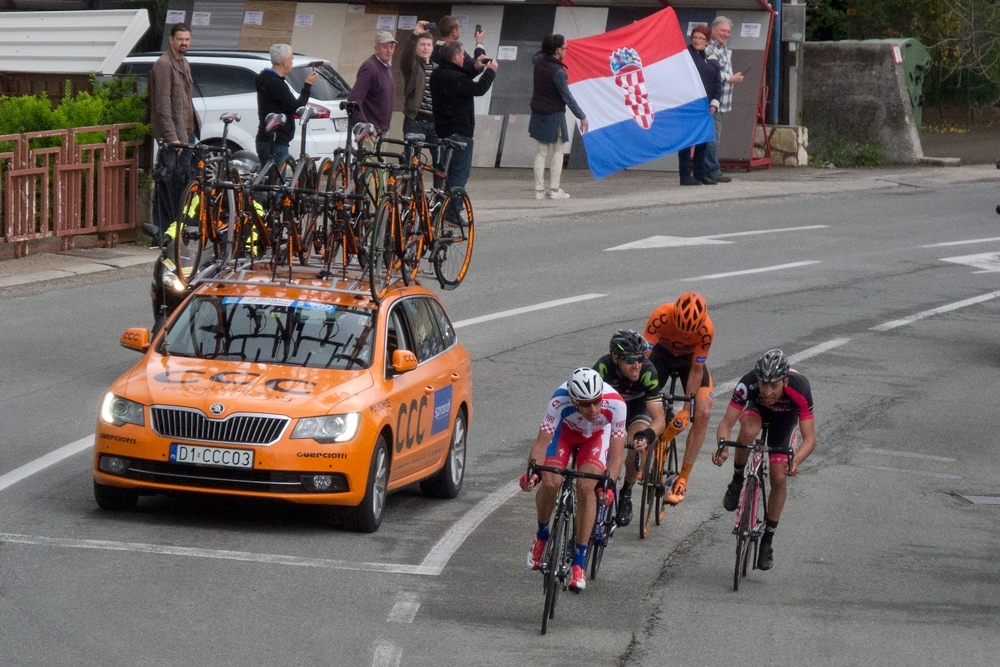

De CRO Race ook wel de Ronde van Kroatië (Kroatisch: Kroz Hrvatsku) is een meerdaagse wielerwedstrijd die tot en met 2007 elk jaar in september in Kroatië werd verreden. De eerste editie vond plaats in 1994 en werd gewonnen door de Moldaviër Veceslav Orel.
Tussen 2002 en 2006 werd de koers niet georganiseerd, om in 2007 als onderdeel van UCI Europe Tour terug te keren. De editie van 2007 had een classificatie van 2.2 en werd gewonnen door de Kroaat Radoslav Rogina. Sindsdien werd de Ronde van Kroatië niet meer verreden.
In 2015 werd de koers nieuw leven in geblazen. De koers werd verplaatst naar april en opgewaardeerd naar de categorie 2.1. In 2018 is de koers wederom opgewaardeerd. Dit keer na de categorie 2.HC. Vanaf 2019 werd de wedstrijd herdoopt tot de CRO Race, ook valt de wedstrijd voortaan in oktober. In 2020 werd hij door de coronacrisis niet verreden.

## Lijst van winnaars

### Overwinningen per land
| Overwinningen | Land                                                                  |
| ------------- | --------------------------------------------------------------------- |
| 5             | Slovenië                                                              |
| 3             | Kroatië                                                               |
| 2             | Italië, Verenigd Koninkrijk                                           |
| 1             | Kazachstan, Moldavië, Polen, Venezuela, Verenigde Staten, Wit-Rusland |

1994 · 1995 · 1996 · 1997 · 1998 · 1999 · 2000 · 2001 · 2002-2006 · 2007 · 2008-2014 · 2015 · 2016 · 2017 · 2018 · 2019 · 2020 · 2021 · 2022 · 2023 · 2024